# Sziklai-kobling
Indenfor elektronik er en Sziklai-kobling (også kendt som en "complementary feedback pair" forkortet CFP) er en sammensætning af to bipolare transistorer, der minder om Darlington-koblingen. Koblingen er navngivet efter dens tidlige populariserer George C. Sziklai.
I modsætning til Darlington-koblingen har Sziklai-koblingen én NPN og én PNP transistor - og Sziklai-koblingen kaldes nogle gange også en "komplementær Darlington". Strømforstærkningen svarer stort set til Darlington-koblingens, som ca. er produktet af strømforstærkningerne af de to transistorer. 
Sziklai-koblingen har typisk mere end 20dB (10 gange) lavere harmonisk forvrængning end Darlington-koblingen. Herudover er effektudgangstrin baseret på Sziklai-koblingen betydeligt mere termisk stabile end Darlington-koblingen.